# Museu d'Esports d'Estònia

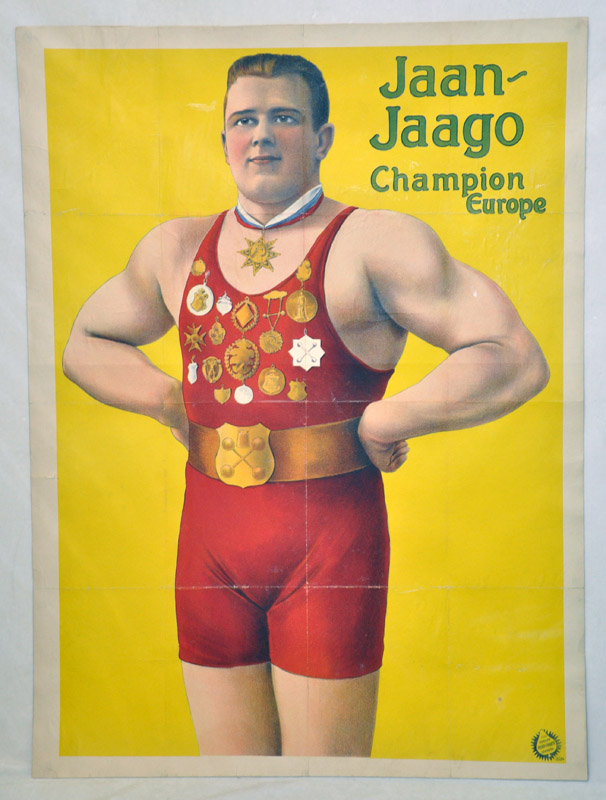
Un cartell de Jaan Jaago

El Museu d'Esports d'Estònia es troba a Tartu, Estònia. El director del museu és Daimar Lell.
La seu principal del museu es troba al carrer Rüütli a Tartu. El museu recull la història de l'esport a Estònia. L'altra seu del museu, a 40 km, a Otepää, és coneguda com un centre d'esports d'hivern